# 高浜村 (島根県)
高浜村（たかはまむら）は、島根県簸川郡にあった村。現在の出雲市矢尾町、日下町、里方町、平野町、常松町、江田町、八島町にあたる。

## 地理
- 山岳：鼻高山[1]

## 歴史
- 1889年（明治22年）4月1日、町村制の施行により、神門郡矢尾村、日下村、里方村、平野村、常松村、八島村、江田村が合併して村制施行し、高浜村が発足[1][2]。
- 1896年（明治29年）4月1日、郡の統合により簸川郡に所属[2]。
- 1907年（明治43年）高浜村信用組合設立[1]。
- 1941年（昭和16年）2月11日、簸川郡今市町、古志村、高松村、四纏村、川跡村、大津村、塩冶村、鳶巣村と合併して出雲町を新設し廃止された[1][2]。

### 地名の由来
中世の高浜郷のうちで、また、同郷を流れる斐伊川のほとりに高い砂浜が存在していたことによる。

## 産業
- 農業[1]